# إف-22 انترسبتور (لعبة فيديو)
إف-22 إنترسبتور (بالإنجليزية:F-22 Interceptor) ، هي لعبة إلكترونية من نوع الحرب الاستراتيجية، أنتجت سنة 1991 من قبل شركة إلكترونيك آرتس الأمريكية، صنعت اللعبة من قبل نيد ليرنير وجين كوسمياك، وتعمل اللعبة بنظام سيجا ميجا درايف.

## اللعبة
تبدأ بطل اللعبة ليركب طائرة إف - 22 رابتور ، للبحث عن المهمات في أربع بلدان وهي : كوريا الشمالية والولايات المتحدة والاتحاد السوفيتي وجمهورية العراق ، فإن أغلب طائرات العدو في اللعبة إما من طائرة إف 22 في أمريكا أو طائرات الميغ الروسية والتي تتبع للإتحاد السوفيتي والعراق وكوريا الشمالية.

## تحدى الخبير Ace's Challenge
من ضمن مراحل اللعبة أيضا تحدى الخبراء في الطيران واحد من كل 4 دول : العراق - كوريا - روسيا - الولايات المتحدة وستقاتلهم في المرحلة الأخيرة من التحدى
في البداية تقاتل بعض الطائرات الأخرى بلا صواريخ لأن ليس معك صواريخ في التحدى أصلا وفي النهاية تقاتل الأربع خبراء الطيران بطائرتك وتقتلهم لتفوز بالتحدى
و هذا التحدى مراحله أقل بكثير من مراحل اللعبة في دولة واحدة

## وصلات خارجية
- F-22 Interceptor على موبي غيمز